# Lenka Šmídová
Lenka Šmídová (Havlíčkův Brod, 26 de março de 1975) é uma velejadora tcheca, medalhista olímpica. Ela competiu nos Jogos Olímpicos de Verão de 2004 na classe Europe e conquistou a medalha de prata, tendo vencido três das onze regatas disputadas.